# Kollektiv bestraffning
Kollektiv bestraffning innebär att frångå principen om att var och en skall bedömas efter sina egna handlingar, och istället utsätta en grupp kollektivt för ett straff som påföljd för något som de inte samtliga har begått. All form av kollektiv bestraffning är brottsligt.[källa behövs]
Kollektiv bestraffning förekommer som begrepp inom internationell rätt och krigets lagar, och inom gruppteori som studerar mer eller mindre formella straffsystem, till exempel inom skolan och militären. Kollektiv bestraffning är förbjudet enligt fjärde Genèvekonventionen, FN:s allmänna deklaration om de mänskliga rättigheterna,  och nationell lagstiftning. I oegentlig bemärkelse används termen för grupptryck.
En av grundförutsättningarna för rättssäkerhet är FN:s allmänna deklaration om de mänskliga rättigheterna, artikel 6: "Envar har rätt att allestädes erkännas som person i lagens mening", vilket uttryckligen fastslår att individer skall bedömas var för sig för sina egna handlingar. Detta gäller såväl i fredstid som under krig; beträffande krig finns ytterligare bestämmelser i fjärde Genèvekonventionen (1949), artikel 33, som likställer kollektiv bestraffning med förödmjukelse och terrorism. Olika deklarationer och konventioner mot tortyr och omänsklig och förnedrande behandling brukar också anföras vid fall där kollektiv bestraffning förekommit.
Eftersom MR-deklarationen implementerats i nationell lagstiftning, är kollektiv bestraffning olagligt även nationellt, världen över. Straffbegreppet utvidgas här till att även omfatta till exempel skolor; lärare är enligt lag förbjudna att straffa elever kollektivt i till exempel Sverige.